# تيموثي هوانغ (ملحن)
تيموثي هوانغ (بالإنجليزية: Timothy Huang)‏ هو ملحن وكاتب أغاني وشاعر أمريكي، ولد في 25 نوفمبر 1974 في فيلادلفيا في الولايات المتحدة.

## وصلات خارجية
- تيموثي هوانغ على موقع IMDb (الإنجليزية)